# Christoph Zerbst
Christoph Zerbst (* 16. Dezember 1963 in Salzburg) ist ein ehemaliger österreichischer Ruderer.

## Karriere
Seine größten sportlichen Erfolge errang Zerbst zusammen mit seinem Partner Arnold Jonke im Doppelzweier. Ihre erste internationale Medaille gewannen die beiden 1989 mit der Bronzemedaille bei den Weltmeisterschaften im jugoslawischen Bled. 1990 wurde das Team in Tasmanien (Australien) Weltmeister vor den Deutschen Thomas Lange/Stefan Ullrich. Ein weiterer Höhepunkt ihrer Karriere waren die Olympischen Spiele 1992 in Barcelona, wo Jonke und Zerbst hinter den Australiern Stephen Hawkins und Peter Antonie die Silbermedaille gewannen. Nach einem Versuch im Doppelvierer traten Jonke und Zerbst 1995 wieder im Doppelzweier bei der Weltmeisterschaft an und belegten den sechsten Platz. Bei den Olympischen Spielen 1996 in Atlanta erreichten die beiden den fünften Platz.
Zerbst ruderte zunächst für den Ruderverein Villach von 1881, 1988 gemeinsam mit Jonke für den Wiener Ruderclub Pirat, ihre großen Erfolge erkämpften Jonke und Zerbst als Mitglieder von Wiking Spittal.
1992 erhielt er das Silberne Ehrenzeichen für Verdienste um die Republik Österreich. Außerdem wurden er und sein Partner Jonke vom Sportpresseklub Kärnten zweimal (1990, 1992) als „Kärntner Sportler des Jahres“ gewählt.